# Paweł Wilczak
Paweł Wilczak (ur. 29 lipca 1965 w Poznaniu) – polski aktor telewizyjny, dubbingowy, filmowy i teatralny, scenarzysta, przedsiębiorca i reżyser.

## Życiorys

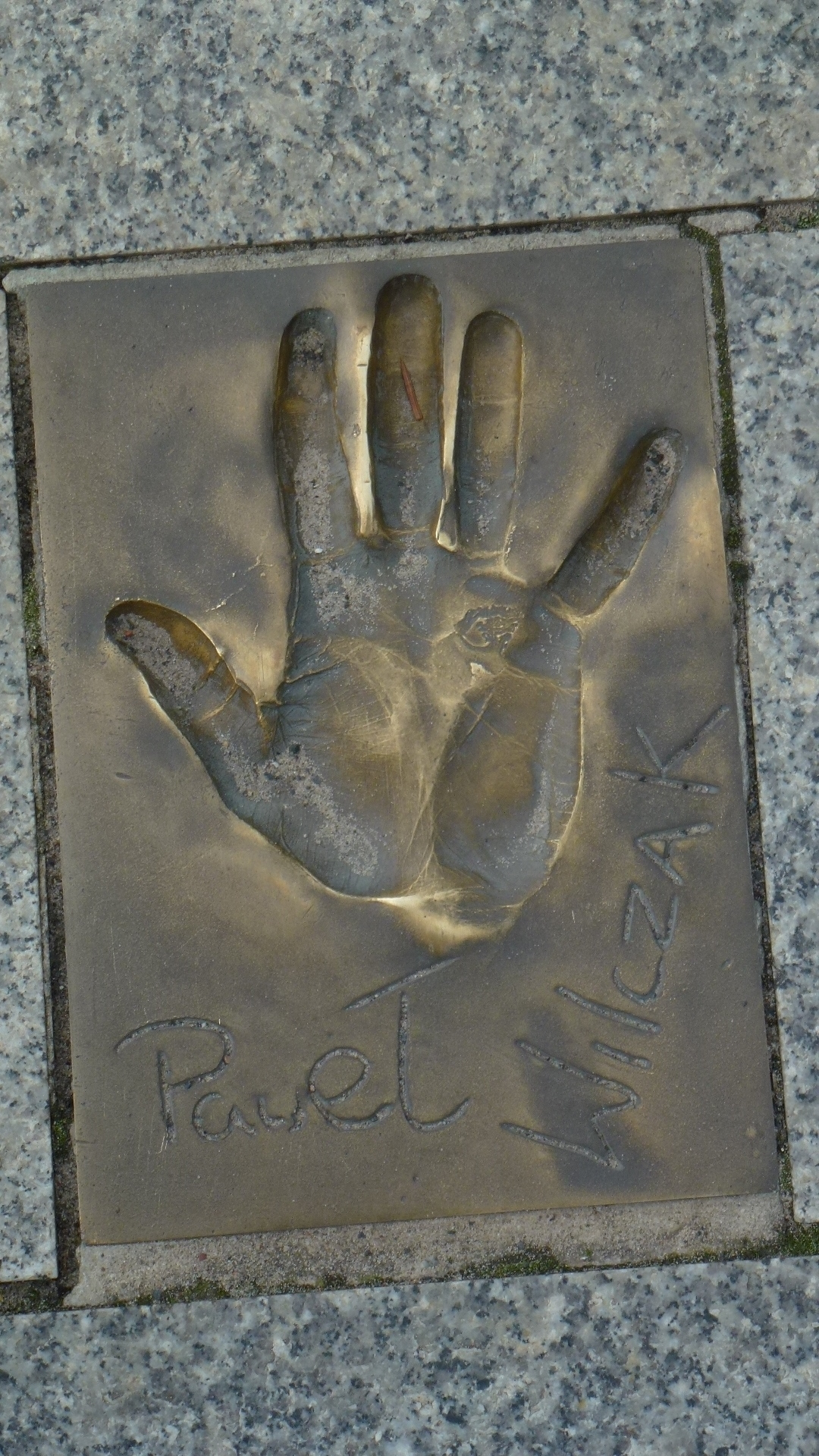
Odcisk dłoni aktora w Alei Gwiazd w Międzyzdrojach (2004)

Wychował się i mieszkał we Wronkach. Uczęszczał do Liceum Ogólnokształcącego im. Piotra Skargi w Szamotułach. W 1989 roku ukończył studia na Wydziale Aktorskim Państwowej Wyższej Szkoły Filmowej, Telewizyjnej i Teatralnej im. Leona Schillera w Łodzi. Był aktorem Teatru Nowego w Warszawie.
Zasłynął rolą salowego Marka Zbiecia w serialu Na dobre i na złe. Jeszcze większą popularność przyniosła mu rola Tomka w serialu komediowym Kasia i Tomek. Kreacja zapewniła mu Wiktora 2002 w kategorii Najpopularniejszy aktor, nagrodę dla najlepszego aktora komediowego podczas IV Festiwalu Dobrego Humoru, Telekamerę 2004 w kategorii Najlepszy aktor oraz Świra 2004 dla najbardziej zakręconego aktora.
4 lipca 2004 w Międzyzdrojach zostawił odcisk swojej dłoni w mosiądzu na Promenadzie Gwiazd. W 2020 był nominowany do Orła za najlepszą główną rolę męską w filmie Pan T.
Wystąpił w teledyskach Jacka „Perkoza” Perkowskiego (m.in. 6/12).

## Życie prywatne
Związany jest z aktorką Joanną Brodzik. 2 lipca 2008 został ojcem bliźniaków: Jana i Franciszka.
W 2019 wyznał, że cierpi na bezsenność.

## Filmografia

### Filmy
| Rok  | Tytuł                          | Rola                                                  | Uwagi                                      |
| ---- | ------------------------------ | ----------------------------------------------------- | ------------------------------------------ |
| 1986 | ESD                            | chłopak na imprezie                                   |                                            |
| 1991 | Panny i wdowy                  | modlący się mężczyzna                                 |                                            |
| 1992 | Kiedy rozum śpi                | Mateusz                                               |                                            |
| 1992 | 1968. Szczęśliwego Nowego Roku | Marek Włodarczak                                      |                                            |
| 1993 | Pajęczarki                     | dziennikarz w redakcji                                |                                            |
| 1993 | Pożegnanie z Marią             | uciekinier                                            |                                            |
| 1996 | Gry uliczne                    | alfons z opowieści Janka                              |                                            |
| 1998 | Billboard                      | złodziej samochodu Kuby                               |                                            |
| 1999 | Ostatnia misja                 | aspirant Kowal                                        |                                            |
| 1999 | Kiler-ów 2-óch                 | konwojent, człowiek Lipskiego w Fundacji Jurka Kilera |                                            |
| 2000 | Sezon na leszcza               | barman                                                |                                            |
| 2000 | Enduro Bojz                    | drwal                                                 |                                            |
| 2000 | Bellissima                     | Kuba                                                  |                                            |
| 2000 | Pokolenie 2000                 | sąsiad Kuba                                           |                                            |
| 2001 | Stacja                         | „Kiwak”                                               |                                            |
| 2002 | Haker                          | „Kosa”, człowiek Burzy                                |                                            |
| 2002 | Sfora: Bez litości             | Walerian Duch                                         |                                            |
| 2003 | Xero                           |                                                       | w sekwencji z filmu „Podcasts from Berlin” |
| 2004 | Wesele                         | dostawca samochodu                                    |                                            |
| 2005 | Jestem                         | ojciec „Kuleczki”                                     |                                            |
| 2005 | Chaos                          | Er                                                    |                                            |
| 2009 | Złoty środek                   | charakteryzator Bogumił, wuj Mirki                    |                                            |
| 2010 | Weekend                        | Norman                                                |                                            |
| 2011 | Chomik                         | weterynarz                                            |                                            |
| 2012 | Ostra randka                   | Mariusz Kurski                                        |                                            |
| 2019 | Pan T.                         | pan T.                                                |                                            |
| 2020 | Żużel                          | „Papa”                                                |                                            |

### Seriale
| Rok                  | Tytuł                    | Rola                                                | Uwagi     |
| -------------------- | ------------------------ | --------------------------------------------------- | --------- |
| 1990                 | Napoleon                 | oficer niemiecki                                    | odc. 2    |
| 1991                 | Panny i wdowy            | modlący się mężczyzna                               | odc. 1    |
| 1992                 | Kuchnia polska           | Marek Włodarczak, organizator protestów studenckich | odc. 4    |
| 1993                 | Bank nie z tej ziemi     | kierownik kasyna                                    |           |
| 1995                 | Ekstradycja              | człowiek „Sytego”                                   | odc. 1, 2 |
| 1996                 | Ekstradycja 2            | Jurij Ałgarski                                      |           |
| 1997                 | Wojenna narzeczona       | Janek, członek oddziału partyzanckiego AK           | odc. 3    |
| 1998                 | Ekstradycja 3            | Jurij Ałgarski                                      |           |
| 2000                 | Przeprowadzki            | rewirowy                                            | odc. 2, 3 |
| 2000–2003            | Na dobre i na złe        | salowy Marek Zbieć                                  |           |
| 2001                 | Miodowe lata             | agent Roman Masłowiec                               | odc. 82   |
| 2002                 | Sfora                    | Walerian Duch                                       |           |
| 2002                 | Król przedmieścia        | detektyw Marek Przybył                              | odc. 12   |
| 2002–2004            | Kasia i Tomek            | Tomek                                               |           |
| 2006                 | Fałszerze – powrót Sfory | Walerian Duch                                       |           |
| 2006–2010            | Faceci do wzięcia        | Roman Jackiewicz                                    |           |
| 2007                 | Prawo miasta             | Marek Henzel, oficer Wydziału Wewnętrznego          |           |
| 2010–2011, 2020–2021 | Usta usta                | Adam Dawidzki                                       |           |
| 2012                 | Reguły gry               | Jacek Lisowski, przyjaciel Adama                    |           |
| 2019                 | Ultraviolet              | reżyser Andrzej Brejdel                             | odc. 17   |
| 2025                 | Edukacja XD              | Noah Rojzman                                        |           |

### Dubbing
| Rok  | Tytuł                                          | Rola       |
| ---- | ---------------------------------------------- | ---------- |
| 2001 | Psy i koty (Cats & Dogs)                       | Peek       |
| 2004 | 7 krasnoludków – historia prawdziwa (7 Zwerge) | Dołek      |
| 2005 | Dead to Rights II                              | Jack Slate |
| 2016 | Bociany (Storks)                               | Henry      |

## Miejsce na liście najbogatszych Polaków show-biznesu Forbes
- 2009: miejsce 112
- 2010: miejsce 79 (324 500 zł z reklam)[6]

## Udział w reklamach telewizyjnych
- kampania reklamowa Lay’s: „Wymyśl Nowy Smak”[7]
- Reklama proszku „Tornado”
- Reklama proszku „OMO”
- Reklama piwa 10,5
- Reklamy Cyfrowego Polsatu od 2014